# Uenoites gregoryi
Uenoites gregoryi is een keversoort uit de familie van de loopkevers (Carabidae). De wetenschappelijke naam van de soort werd voor het eerst geldig gepubliceerd in 1937 door Jeannel als Deuveotrechus gregoryi.